# 난산구 (허강시)
난산구(한국어: 남산구, 중국어: 南山区, 병음: Nánshān Qū)는 중화인민공화국 헤이룽장성 허강 시의 행정구역이다. 넓이는 30km2이고, 인구는 2007년 기준으로 130,000명이다.

## 행정 구역
6개 가도를 관할한다.
- 가도: 大陆街道, 铁东街道, 铁西街道, 六号街道, 富力街道, 鹿林山街道.